# Dagomys

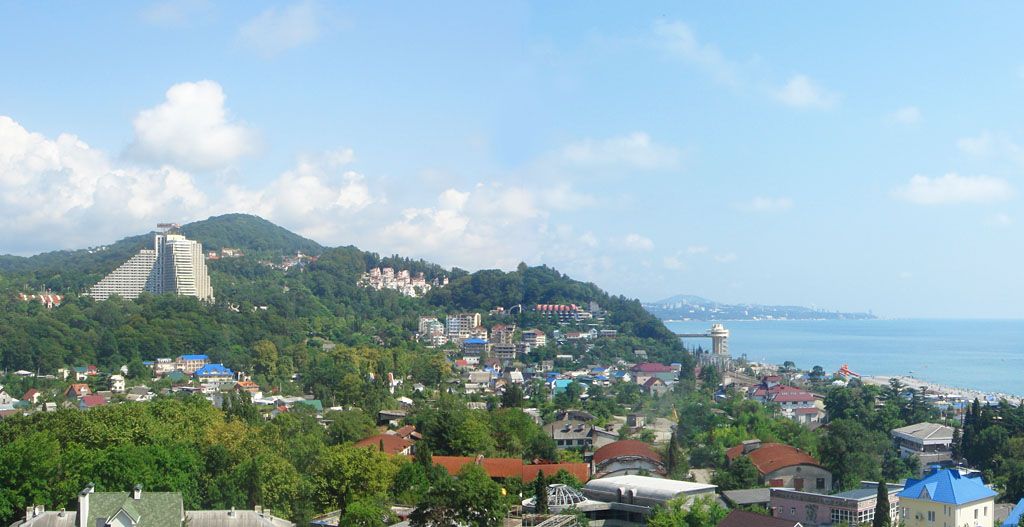
Panorama von Dagomys

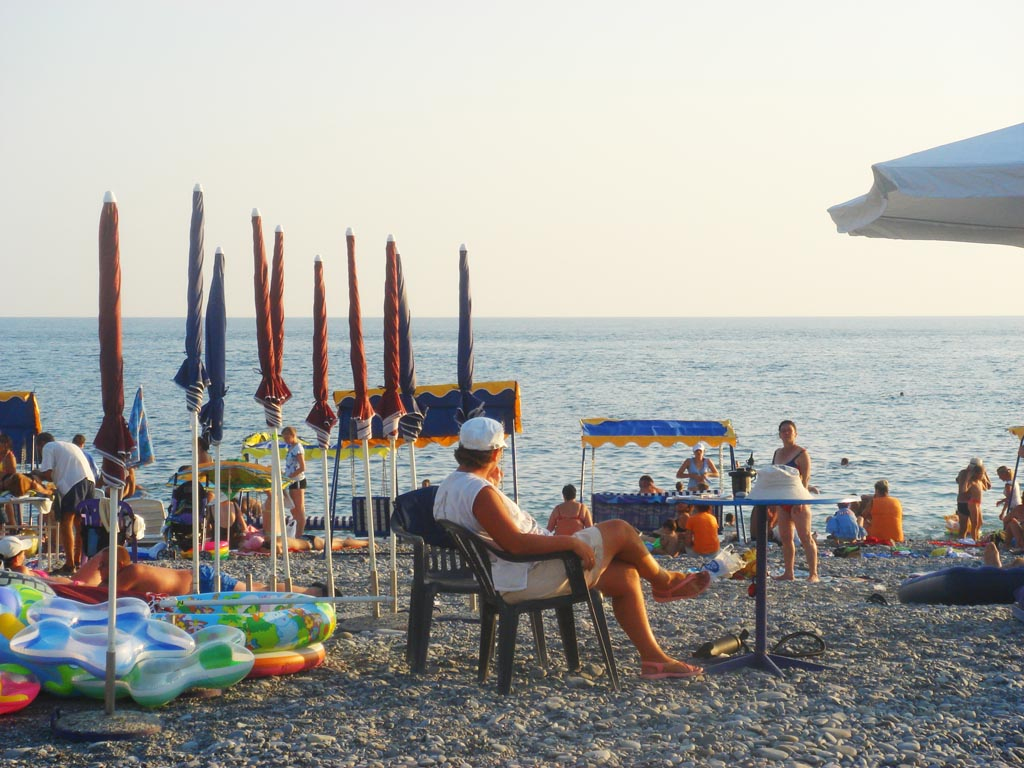
Strand in Dagomys

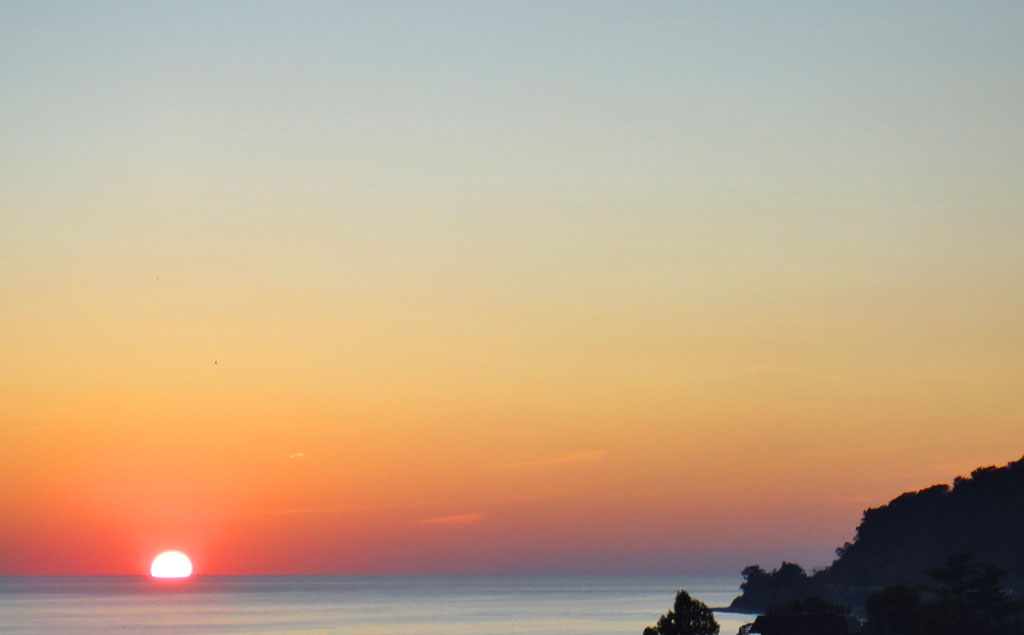
Sonnenuntergang in Dagomys

Dagomys (russisch Дагомыс) ist ein Stadtteil von Sotschi in Russland. Er liegt in der Region Krasnodar, fünf Kilometer nordwestlich der Stadtmitte Sotschis an der Küste des Schwarzen Meeres. Dagomys gilt als die Teehauptstadt Russlands und ist ein beliebtes subtropisches Seebad. Das Stadtviertel hat 17.830 Einwohner.

## Klima
Meistens sind die Temperaturen um circa 2 °C niedriger als am südlichen Ende der Stadt. Jedoch ist die Wassertemperatur überall an der Küste gleich.

## Tourismus
Viele Touristen mieten sich im Sommer kleine Wohnungen in Dagomys und leben dort für die Zeit ihres Urlaubs. Mietwohnungen werden ohne Vertrag vermietet und sind oft deutlich billiger als der Aufenthalt in einem Hotel.
Dagomys hat sich in letzten Jahren als Zentrum der Partyszene und des Nachtlebens Sotschis etabliert und zieht besonders auch junge Menschen an. Besonders beliebt sind Open-Air-Discos, bei denen unter freien Himmel gefeiert wird.
Allerdings hat auch die Drogenszene dort ihren Platz eingenommen. Heroin ist weit verbreitet und wird sehr häufig von der Miliz konfisziert, ebenso wie der Konsum von Cannabis. Hauptgrund für den vergleichsweise hohen Anteil an Cannabiskonsumenten ist der wilde Hanf, den man im Wald ungestört sammeln, kultivieren und konsumieren kann. Auch kommt es häufig zum Missbrauch von Alkohol, insbesondere unter jugendlichen Touristen.
Der Name des Orts stammt aus der tscherkessischen Sprache und bedeutet kühler, schattiger Platz. Durch den Zufluss kühler Luft aus den Ausläufern des nahen Kaukasus ist es in Dagomys im Sommer kühler als in anderen Badeorten. 1896 errichtete Zar Nikolaus II. dort einen Landsitz mit einem großen Park.
Dagomys beherbergt mehrere große Hotels. Das größte mit 27 Etagen wurde Ende der 1970er Jahre von der sowjetischen Intourist-Hotelgruppe erbaut. Die an Dagomys grenzende Datscha Botscharow Rutschei wurde in den 1950er Jahren für Kliment Woroschilow erbaut und dient heute als Landsitz für den russischen Präsidenten. Er verbringt dort oft seine Ferien und konferiert mit ausländischen Staatschefs.
Der Badeort war verschiedentlich Schauplatz internationaler Konferenzen. Im September 1988 fanden in Dagomys die Pugwash Conferences on Science and World Affairs zum Abbau von Atomwaffen statt. Im Januar 1992 verhandelten Russland und die Ukraine dort über die Aufteilung der sowjetischen Schwarzmeer-Flotte. Im Juni 1992 vereinbarten Russland und Georgien in Dagomys ein Waffenstillstandsabkommen für Südossetien.